# 1983年オーストラリア森林火災

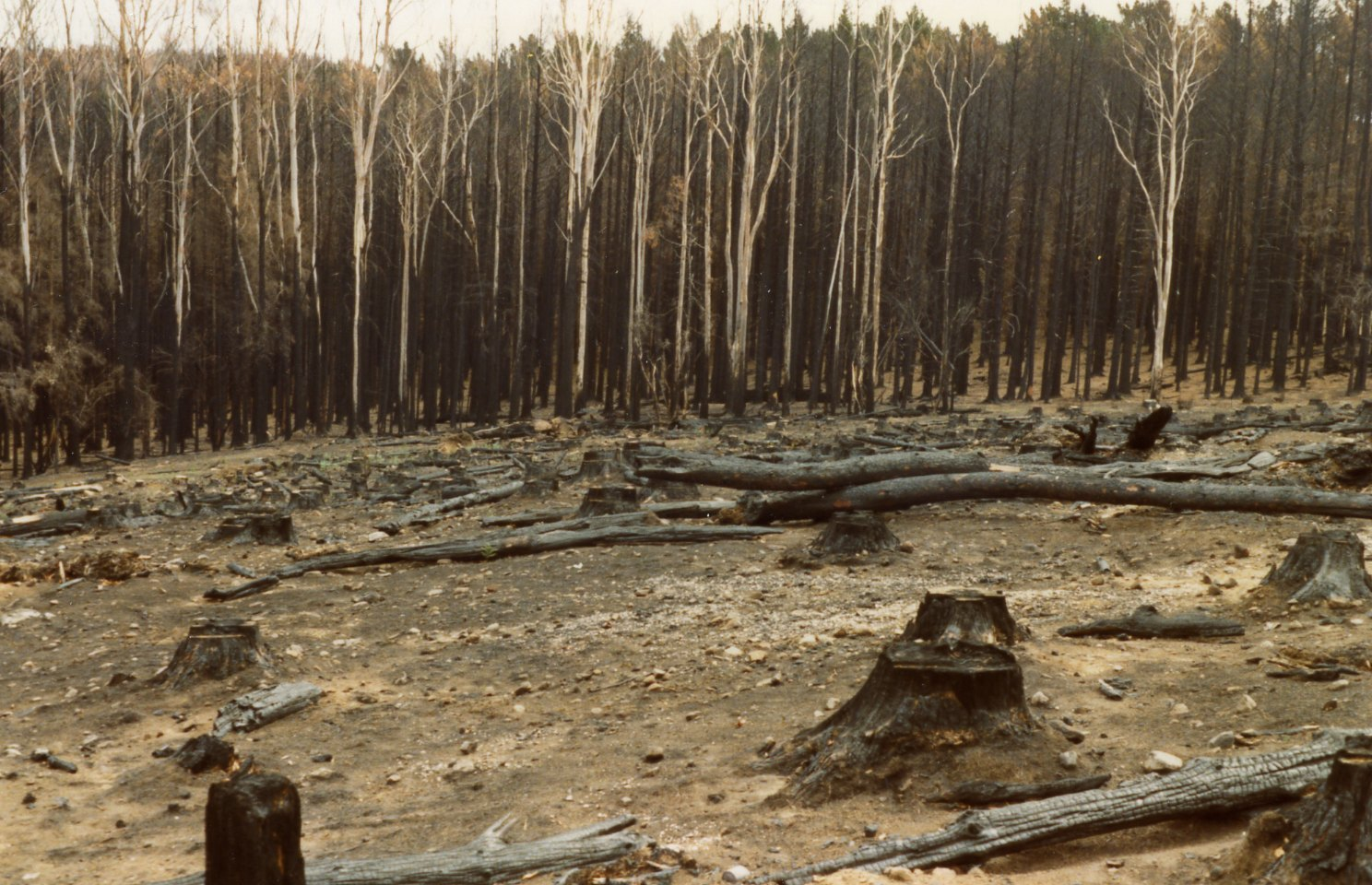
火災で被害を受けた森林

1983年オーストラリア森林火災（1983ねんオーストラリアしんりんかさい）は、1983年2月16日に、オーストラリア・ビクトリア州及びサウス・オーストラリア州で同時多発的に発生した大規模な森林火災。
合わせて2,000km2が焼失、75人が死亡、2,600人以上が負傷した。発生した日が復活祭の46日前の灰の水曜日であったことから、Ash Wednesday bushfires（灰の水曜日の森林火災）または単に「灰の水曜日」とも呼ばれる。

## 概略
火災はビクトリア州の広範囲と、サウス・オーストラリア州の南東部で同時多発的に発生した。この火災で、ビクトリア州では47人、サウス・オーストラリア州では28人が死亡した。死亡した人の中には、消火に当たっていた消防士も複数含まれている。この火災により、数千戸が被害を受けた。
2009年にビクトリア州で発生した森林火災（2009年ビクトリア州森林火災）までは、オーストラリア史上最悪の森林火災であった。